# Grzegorz Miecugow
Grzegorz Miecugow, né le 22 novembre 1955 à Cracovie et mort le 26 août 2017  à Varsovie, est un journaliste polonais de radio et télévision.
Il a notamment été rédacteur en chef de la troisième chaîne de la radio publique polonaise, présentateur du journal télévisé de TVP 1, puis cofondateur et présentateur de Fakty (en) sur TVN, produisant et présentant le programme satirique Szkło kontaktowe (en) sur la chaîne d'information en continu TVN24.

## Biographie
Le père de Grzegorz Miecugow, Bruno Miecugow (pl) (1927-2009) connu comme journaliste et écrivain, était issu d'une famille ayant des racines en Arménie et en Géorgie.
Grzegorz Miecugow a effectué sa scolarité secondaire au lycée Jan-Sobieski de Cracovie (pl) avant de faire des études de philosophie à l'université de Varsovie.
De 1980 à 1989 (avec une interruption de 3 ans après la proclamation de l'état de siège de 1981 à 1984), il travaille pour la radio. À partir de 1989, tout en poursuivant sa collaboration avec le troisième programme (pl) de la radio publique polonaise, il passe à la télévision polonaise où il présente le  journal télévisé de la première chaîne (pl) avant de contribuer en 1997 à la création de la rédaction de la chaîne privée TVN. Il est pendant un temps conseiller média du maréchal de la Diète Maciej Płażyński jusqu'en 2001 avant de revenir à TVN, puis de participer à la création de la chaîne d'information en continu TVN24.
À partir de 2005, il produit et présente le programme Szkło kontaktowe (en) qui aborde sur un ton ironique voire sarcastique, très pince sans rire, tous les aspects de l'actualité polonaise et internationale en laissant les téléspectateurs poser des questions ou commenter les faits évoqués.

## Publications
- (pl) Inny punkt widzenia (2005)
- (pl) Inny punkt widzenia. Tom II (2007)
- Kontaktowi, czyli szklarze bez kitu (pl) (2007) – avec Tomasz Sianecki (pl)
- (pl) Przypadek (2010)
- (pl) Trójka do potęgi (2012)  (ISBN 978-83-932641-2-4)
- (pl) Szkiełko i wokół (livre d'entretien avec Violetta Ozminkowski), Czerwone i Czarne (pl), (2012)  (ISBN 978-83-7700041-0)
- (pl) Inny punkt widzenia, Olesiejuk (pl), (2013)  (ISBN 978-83-932641-8-6)

## Distinctions
- 2005 : Prix Ostre Pióro (pl) (« Plume acérée ») décerné par le Business Centre Club (pl)
- 2006 : Prix Wiktor (pl) de l'académie de la télévision pour Szkło kontaktowe (en)
- 2008 : Prix de la « Poire d'or » (Złota Gruszka (pl)) décerné par l'Association des journalistes de la République de Pologne (pl) (SDRP) pour l'ensemble de son œuvre journalistique[6].
- 2012-2013 : président du Festival interdisciplinaire des Arts, « La Ville des Étoiles » (Interdyscyplinarny Festiwal Sztuk Miasto Gwiazd (pl))